# Mašgiach

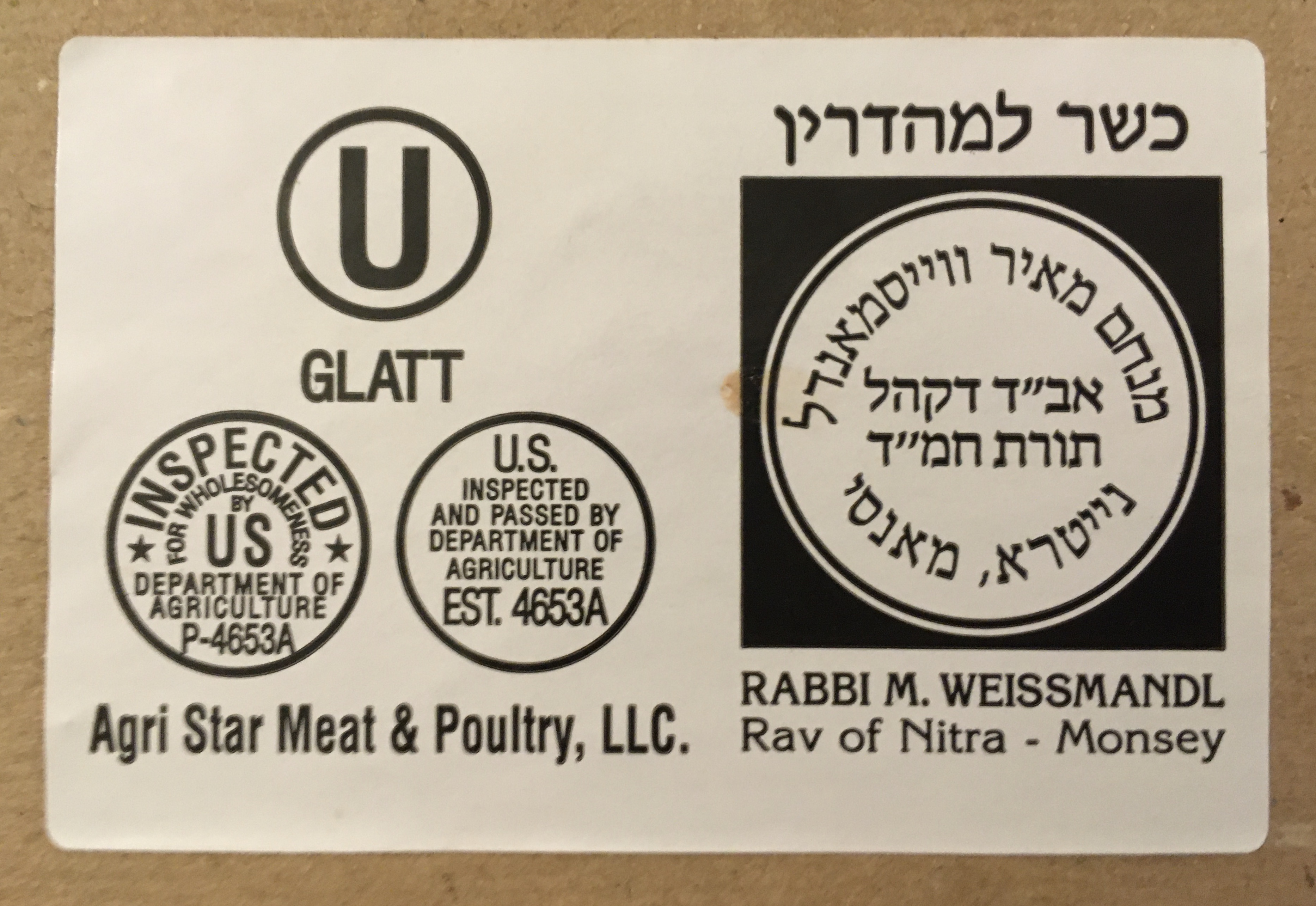
certifikát košér masa

Mašgiach (hebrejsky משגיח‎, dosl. „dohlížitel“, „kontrolor“) je člověk, jehož úkolem je dohlížet na dodržování zásad přípravy košer jídla v potravinářských zařízeních (veřejných jídelnách, restauracích, hotelích nebo podnicích na výrobu potravin.) Práci mašgiacha může vykonávat také žena - té se pak říká mašgicha (hebrejsky משגחה‎). Mašgiach nebo mašgicha musí být halachičtí praktikující židé.

## Povinnosti mašgiacha
Mašgiach kontroluje všechny suroviny, ze kterých se v daném zařízení vyrábějí potraviny nebo hotová jídla. Jeho úkolem je kontrolovat, zda tyto suroviny odpovídají zásadám kašrutu z hlediska složení i přípravy. Mašgiach musí dohlížet zejména na:
- maso - u savců a drůbeže ověřuje, zda bylo maso řádně poraženo a zda je zbaveno krve. U ryb sleduje, zda jde o košer druhy.
- vejce - kontroluje, zda použitá vejce neobsahují krvavé skvrny.
- ovoce a zeleninu - pečlivě kontroluje, zda neobsahují hmyz.
- víno a produkty vyráběné z vína - kontroluje, zda tyto výrobky mají hechšer.

## Mašgiach ruchani
Mašgiach ruchani (hebrejsky משגיח רוחני‎) je termín označující rabína v ješivě, který pomáhá studentům s osobními záležitostmi, které přímo nesouvisí s jejich studiem. Plní roli osobního rádce.